# Championnats d'Europe de gymnastique artistique masculine 1973
Navigation
Édition précédente Édition suivante
Le 10e championnat d'Europe de gymnastique artistique masculine s'est déroulé à Grenoble en France en 1973.

## Résultats

### Concours général individuel
| Rang               | Gymnaste                | Total  |
| ------------------ | ----------------------- | ------ |
| Médaille d'or      | Viktor Klimenko (URS)   | 56.550 |
| Médaille d'argent  | Nikolai Andrianov (URS) | 56.300 |
| Médaille de bronze | Klaus Köste (GDR)       | 55.700 |

### Finales par engins

#### Sol
| Rang               | Gymnaste                | Total |
| ------------------ | ----------------------- | ----- |
| Médaille d'or      | Nikolay Andrianov (URS) | 18.85 |
| Médaille d'argent  | Viktor Klimenko (URS)   | 18.80 |
| Médaille de bronze | Klaus Köste (GDR)       | 18.45 |

#### Cheval d'arçon
| Rang               | Gymnaste              | Total |
| ------------------ | --------------------- | ----- |
| Médaille d'or      | Zoltan Magyar (HUN)   | 19.05 |
| Médaille d'argent  | Wilhelm Kubica (POL)  | 18.80 |
| Médaille de bronze | Viktor Klimenko (URS) | 18.75 |

#### Anneaux
| Rang              | Gymnaste                | Total |
| ----------------- | ----------------------- | ----- |
| Médaille d'or     | Viktor Klimenko (URS)   | 18.80 |
| Médaille d'argent | Nikolay Andrianov (URS) | 18.75 |
| Médaille d'argent | Dan Grecu (ROU)         | 18.75 |

#### Saut
| Rang               | Gymnaste                | Total  |
| ------------------ | ----------------------- | ------ |
| Médaille d'or      | Nikolay Andrianov (URS) | 18.700 |
| Médaille d'argent  | Andrzej Szajna (POL)    | 18.650 |
| Médaille de bronze | Imre Molnar (HUN)       | 18.150 |

#### Barres parallèles
| Rang              | Gymnaste                | Total |
| ----------------- | ----------------------- | ----- |
| Médaille d'or     | Viktor Klimenko (URS)   | 18.95 |
| Médaille d'argent | Nikolay Andrianov (URS) | 18.75 |
| Médaille d'argent | Mauro Nissinen (FIN)    | 18.75 |

#### Barre fixe
| Rang               | Gymnaste               | Total |
| ------------------ | ---------------------- | ----- |
| Médaille d'or      | Eberhard Gienger (FRG) | 19.25 |
| Médaille d'or      | Klaus Köste (GDR)      | 19.25 |
| Médaille de bronze | Wolfgang Thune (GDR)   | 19.20 |

## Tableau des médailles
| 1 | {{country data {{{1}}} | Pays/callback | name = | variant= | size= }} | ? | ? | ? | ? |
| 2 | {{country data {{{1}}} | Pays/callback | name = | variant= | size= }} | ? | ? | ? | ? |
| 3 | {{country data {{{1}}} | Pays/callback | name = | variant= | size= }} | ? | ? | ? | ? |
| 4 | {{country data {{{1}}} | Pays/callback | name = | variant= | size= }} | ? | ? | ? | ? |
| 5 | {{country data {{{1}}} | Pays/callback | name = | variant= | size= }} | ? | ? | ? | ? |
| 6 | {{country data {{{1}}} | Pays/callback | name = | variant= | size= }} | ? | ? | ? | ? |
| 7 | {{country data {{{1}}} | Pays/callback | name = | variant= | size= }} | ? | ? | ? | ? |
| 8 | {{country data {{{1}}} | Pays/callback | name = | variant= | size= }} | ? | ? | ? | ? |